# Gamla Svedala
Gamla Svedala eller endast Svedala är en skämtsam, talspråklig omskrivning för landet Sverige.
Uttryckets uppkomst är oklar. Sydsvenska Dagbladets språkjournalist Bo Bergman har i sin frågespalt skrivit att det troligen kan härledas till svenskamerikanska emigranter och att det skapats utifrån den inledningsmässiga ljudlikheten med såväl "Sverige" som "Sweden" snarare än någon reell koppling till orten Svedala i Skåne. Svedala kommun har dock ändå valt att anspela på benämningen i sitt 1987 fastställda kommunvapen.